# К'ініч-Ханааб-Пакаль II
К'ініч-Ханааб-Пакаль II (д/н — бл. 751) — ахав Баакульського царства у 736—751 роках. Ім'я перекладається як «Осяйний-Квітковий Щит». Відомий також як Упакаль-К'ініч («Щит Бога Сонця»).

## Життєпис
Походив з династії Токтан-Лакамхи. Був сином принца Тівооль-Чан-Ма. Про дату народження немає відомостей. Ще за життя брата-ахава К'ініч-Акуль-Мо'-Наба III К'ініч-Ханааб-Пакаля II було проголошено спадкоємцем престолу, він належав до числа найвпливовіших фігур царського двору.
Владу успадкував після 736 року. Дата коронації інтронізації невідома. Єдине свідчення його царювання збереглося на «Панелі К'ан-Ток», де сказано, що в день 9.15.10.10.13, 8 Бен 16 Кумк'у (29 січня 742 року) К'ініч-Ханааб-Пакаль II керував затвердженням чергового «К'ан-Токського» володаря.
У зовнішній політиці налагодив тісні зв'язки з Шукуупським царством, зміцнивши їх династичним шлюбом. У 742 році баакульська царівна Іш-Чак-Б'оок-Йе'-Шоок прибула до Шукуупу і пізніше стала матір'ю місцевого правителя Яш-Пасах-Чан-Йо'паата. Помер К'ініч-Ханааб-Пакаль II наприкінці 740-х років або у 750—751 роках.